# Bejkiele
Bejkiele (lit. Baikeliai) – wieś na Litwie, w okręgu uciańskim, w rejonie ignalińskim, starostwie Daugieliszki Nowe.

## Historia
W czasach zaborów w granicach Imperium Rosyjskiego.
W dwudziestoleciu międzywojennym wieś leżała w Polsce, w województwie nowogródzkim (od 1926 w województwie wileńskim), w powiecie brasławskim, w gminie Smołwy.
Według Powszechnego Spisu Ludności z 1921 roku zamieszkiwało tu 109 osób, wszystkie były wyznania rzymskokatolickiego i zadeklarowały polską przynależność narodową a 1 inną. Było tu 20 budynków mieszkalnych. W 1931 w 20 domach zamieszkiwało 100 osób.
Wierni należeli do parafii rzymskokatolickiej w Widzach. Miejscowość podlegała pod Sąd Grodzki w m. Opsie i Okręgowy w Wilnie; właściwy urząd pocztowy mieścił się w m. Widzach.